# (21465) Michelepatt
(21465) Michelepatt (1998 HG90) – planetoida z pasa głównego asteroid okrążająca Słońce w ciągu 3,42 lat w średniej odległości 2,27 j.a. Odkryta 21 kwietnia 1998 roku.